# Черних Людмила Іванівна
Людми́ла Іва́нівна Черни́х (13 червня 1935, м. Шуя, Росія — 28 липня 2017) — українська астрономка, співробітниця Кримській астрофізичній обсерваторії, першовідкривачка 267 астероїдів. Дружина астронома Миколи Черниха, також видатного відкривача астероїдів.
| Відкриті астероїди: 267                                          | Відкриті астероїди: 267 | Відкриті астероїди: 267 |
| ---------------------------------------------------------------- | ----------------------- | ----------------------- |
| 1                                                                | 1737 Сєверний           | 13 жовтня 1966          |
| 2                                                                | 1771 Маковер            | 24 січня 1968           |
| 3                                                                | 1772 Гагарін            | 6 лютого 1968           |
| 4                                                                | 1789 Добровольський     | 19 серпня 1966          |
| 5                                                                | 1790 Волков             | 9 березня 1967          |
| 6                                                                | 1792 Рені               | 24 січня 1968           |
| 7                                                                | 1805 Дірікіс            | 1 квітня 1970           |
| 8                                                                | 1828 Каширіна           | 14 серпня 1966          |
| 9                                                                | 1832 Мркос              | 11 серпня 1969          |
| 10                                                               | 1833 Шмакова            | 11 серпня 1969          |
| 11                                                               | 1855 Корольов           | 8 жовтня 1969           |
| 12                                                               | 1856 Ружена             | 8 жовтня 1969           |
| 13                                                               | 1889 Пахмутова          | 24 січня 1968           |
| 14                                                               | 1890 Коношенкова        | 6 лютого 1968           |
| 15                                                               | 1956 Артек              | 8 жовтня 1969           |
| 16                                                               | 1957 Ангара             | 1 квітня 1970           |
| 17                                                               | 1975 Пікельнер          | 11 серпня 1969          |
| 18                                                               | 1976 Каверін            | 1 квітня 1970           |
| 19                                                               | 2008 Конституція        | 27 вересня 1973         |
| 20                                                               | 2030 Бєляєв             | 8 жовтня 1969           |
| 21                                                               | 2031 БАМ                | 8 жовтня 1969           |
| 22                                                               | 2092 Суміана            | 16 жовтня 1969          |
| 23                                                               | 2127 Таня               | 29 травня 1971          |
| 24                                                               | 2132 Жуков              | 3 жовтня 1975           |
| 25                                                               | 2142 Ландау             | 3 квітня 1972           |
| 26                                                               | 2144 Марієтта           | 18 січня 1975           |
| 27                                                               | 2186 Келдиш             | 27 вересня 1973         |
| 28                                                               | 2205 Глінка             | 27 вересня 1973         |
| 29                                                               | 2212 Гефест             | 27 вересня 1978         |
| 30                                                               | 2245 Гекатостос         | 24 січня 1968           |
| 31                                                               | 2266 Чайковський        | 12 листопада 1974       |
| 32                                                               | 2273 Ярило              | 6 березня 1975          |
| 33                                                               | 2279 Барто              | 25 лютого 1968          |
| 34                                                               | 2296 Кугультінов        | 18 січня 1975           |
| 35                                                               | 2341 Аолута             | 16 грудня 1976          |
| 36                                                               | 2352 Курчатов           | 10 вересня 1969         |
| 37                                                               | 2354 Лавров[1]          | 9 серпня 1978           |
| 38                                                               | 2385 Мустель            | 11 листопада 1969       |
| 39                                                               | 2386 Ніконов            | 19 вересня 1974         |
| 40                                                               | 2419 Молдавія           | 19 вересня 1974         |
| 41                                                               | 2446 Луначарський       | 14 жовтня 1971          |
| 42                                                               | 2448 Шолохов            | 18 січня 1975           |
| 43                                                               | 2457 Рубльов            | 3 жовтня 1975           |
| 44                                                               | 2467 Коллонтай          | 14 серпня 1966          |
| 45                                                               | 2468 Рєпін              | 8 жовтня 1969           |
| 46                                                               | 2480 Папанов            | 16 грудня 1976          |
| 47                                                               | 2489 Суворов            | 11 липня 1975           |
| 48                                                               | 2530 Шипка              | 9 липня 1978            |
| 49                                                               | 2540 Блок               | 13 жовтня 1971          |
| 50                                                               | 2551 Декабрина          | 16 грудня 1976          |
| 51                                                               | 2561 Марголін           | 8 жовтня 1969           |
| 52                                                               | 2609 Кирило-Мефодій[1]  | 9 серпня 1978           |
| 53                                                               | 2669 Шостакович         | 16 грудня 1976          |
| 54                                                               | 2692 Чкалов             | 16 грудня 1976          |
| 55                                                               | 2699 Калінін            | 16 грудня 1976          |
| 56                                                               | 2755 Авіценна           | 26 вересня 1973         |
| 57                                                               | 2756 Джангар            | 19 вересня 1974         |
| 58                                                               | 2807 Карл Маркс         | 15 жовтня 1969          |
| 59                                                               | 2833 Радищев[1]         | 9 серпня 1978           |
| 60                                                               | 2837 Грибоєдов          | 13 жовтня 1971          |
| 61                                                               | 2877 Лихачов            | 8 жовтня 1969           |
| 62                                                               | 2894 Каховка            | 27 вересня 1978         |
| 63                                                               | 2907 Некрасов           | 3 жовтня 1975           |
| 64                                                               | 2931 Маяковський        | 16 жовтня 1969          |
| 65                                                               | 2948 Амосов             | 8 жовтня 1969           |
| 66                                                               | 2965 Суріков            | 18 січня 1975           |
| 67                                                               | 2977 Чівіліхін          | 19 вересня 1974         |
| 68                                                               | 2998 Берендея           | 3 жовтня 1975           |
| 69                                                               | 3010 Ушаков             | 27 вересня 1978         |
| 70                                                               | 3052 Герцен             | 16 грудня 1976          |
| 71                                                               | 3126 Давидов            | 8 жовтня 1969           |
| 72                                                               | 3127 Багратіон          | 27 вересня 1973         |
| 73                                                               | 3147 Саманта            | 16 грудня 1976          |
| 74                                                               | 3232 Берестя            | 19 вересня 1974         |
| 75                                                               | 3273 Друкар             | 3 жовтня 1975           |
| 76                                                               | 3321 Даша               | 3 жовтня 1975           |
| 77                                                               | 3332 Ракша              | 4 липня 1978            |
| 78                                                               | 3384 Далія              | 19 вересня 1974         |
| 79                                                               | 3429 Чуваєв             | 19 вересня 1974         |
| 80                                                               | 3441 Почайна            | 8 жовтня 1969           |
| 81                                                               | 3483 Свєтлов            | 16 грудня 1976          |
| 82                                                               | 3523 Аріна              | 3 жовтня 1975           |
| 83                                                               | 3577 Путілін            | 7 жовтня 1969           |
| 84                                                               | 3588 Кірік              | 8 жовтня 1981           |
| 85                                                               | 3608 Катаєв             | 27 вересня 1978         |
| 86                                                               | 3659 Беллінгсгаузен     | 8 жовтня 1969           |
| 87                                                               | 3681 Боян               | 27 серпня 1974          |
| 88                                                               | 3702 Трубецька          | 3 липня 1970            |
| 89                                                               | 3703 Волконська         | 9 серпня 1978           |
| 90                                                               | 3719 Карамзін           | 16 грудня 1976          |
| 91                                                               | 3747 Бєлінський         | 5 листопада 1975        |
| 92                                                               | 3770 Нізамі             | 24 серпня 1974          |
| 93                                                               | 3804 Друніна            | 8 жовтня 1969           |
| 94                                                               | 3890 Бунін              | 18 грудня 1976          |
| 95                                                               | 3963 Параджанов         | 8 жовтня 1969           |
| 96                                                               | 3967 Шехтелія           | 16 грудня 1976          |
| 97                                                               | 3968 Коптєлов           | 8 жовтня 1978           |
| 98                                                               | 4022 Нонна              | 8 жовтня 1981           |
| 99                                                               | 4135 Свєтланов[2]       | 14 серпня 1966          |
| 100                                                              | 4164 Шилов              | 16 жовтня 1969          |
| 101                                                              | 4174 Пікулія            | 16 вересня 1982         |
| 102                                                              | 4184 Бердяєв            | 8 жовтня 1969           |
| 103                                                              | 4195 Есамбаєв           | 19 вересня 1982         |
| 104                                                              | 4196 Шуя                | 16 вересня 1982         |
| 105                                                              | 4229 Плевітська         | 22 січня 1971           |
| 106                                                              | 4235 Татищев            | 27 вересня 1978         |
| 107                                                              | 4244 Захарченко         | 7 жовтня 1981           |
| 108                                                              | 4286 Рубцов             | 8 серпня 1988           |
| 109                                                              | 4304 Гейчанко           | 27 вересня 1973         |
| 110                                                              | 4361 Нежданова          | 9 жовтня 1977           |
| 111                                                              | 4371 Федоров            | 10 квітня 1983          |
| 112                                                              | 4426 Реріх              | 15 жовтня 1969          |
| 113                                                              | 4437 Ярошенко           | 10 квітня 1983          |
| 114                                                              | 4449 Собінов            | 3 вересня 1987          |
| 115                                                              | 4485 Радонезький        | 27 серпня 1987          |
| 116                                                              | 4537 Валгрирасп         | 2 вересня 1987          |
| 117                                                              | 4560 Ключевський        | 16 грудня 1976          |
| 118                                                              | 4594 Дашкова            | 17 травня 1980          |
| 119                                                              | 4605 Нікітін            | 18 вересня 1987         |
| 120                                                              | 4616 Баталов            | 17 січня 1975           |
| 121                                                              | 4622 Соловйова          | 16 листопада 1979       |
| 122                                                              | 4623 Образцова          | 24 жовтня 1981          |
| 123                                                              | 4681 Єрмак              | 8 жовтня 1969           |
| 124                                                              | 4682 Биков              | 27 вересня 1973         |
| 125                                                              | 4758 Ермітаж            | 27 вересня 1978         |
| 126                                                              | 4762 Добриня            | 16 вересня 1982         |
| 127                                                              | 4810 Русланова          | 14 квітня 1972          |
| 128                                                              | 4869 Піотровський       | 26 жовтня 1989          |
| 129                                                              | 4879 Зикіна             | 12 листопада 1974       |
| 130                                                              | 4880 Товстоногов        | 14 жовтня 1975          |
| 131                                                              | 4915 Солженіцин         | 8 жовтня 1969           |
| 132                                                              | 4918 Ростропович        | 24 серпня 1974          |
| 133                                                              | 4919 Вишневська         | 19 вересня 1974         |
| 134                                                              | 4926 Смоктуновський     | 16 вересня 1982         |
| 135                                                              | 4944 Козловський        | 2 вересня 1987          |
| 136                                                              | 4980 Магомаєв           | 19 вересня 1974         |
| 137                                                              | 4981 Синявська          | 12 листопада 1974       |
| 138                                                              | 5014 Горчаков           | 19 вересня 1974         |
| 139                                                              | 5043 Задорнов           | 19 вересня 1974         |
| 140                                                              | 5055 Опєкушин           | 13 серпня 1986          |
| 141                                                              | 5076 Лебедєв-Кумач      | 26 вересня 1973         |
| 142                                                              | 5078 Соловйов-Сєдой     | 19 вересня 1974         |
| 143                                                              | 5091 Ісаковський        | 25 вересня 1981         |
| 144                                                              | 5104 Скрипниченко       | 7 вересня 1986          |
| 145                                                              | 5154 Леонов             | 8 жовтня 1969           |
| 146                                                              | 5158 Огарьов            | 16 грудня 1976          |
| 147                                                              | 5300 Сац                | 19 вересня 1974         |
| 148                                                              | 5315 Бальмонт           | 16 вересня 1982         |
| 149                                                              | 5359 Маркзахаров        | 24 серпня 1974          |
| 150                                                              | 5361 Гончаров           | 16 грудня 1976          |
| 151                                                              | 5385 Кам'янка           | 3 жовтня 1975           |
| 152                                                              | 5483 Черкашин           | 17 жовтня 1990          |
| 153                                                              | 5612 Невський           | 3 жовтня 1975           |
| 154                                                              | 5613 Донський           | 16 грудня 1976          |
| 155                                                              | 5675 Євгенійлебедєв     | 7 вересня 1986          |
| 156                                                              | 5711 Енеєв              | 27 вересня 1978         |
| 157                                                              | 5795 Рощина             | 27 вересня 1978         |
| 158                                                              | 5807 Мшатка             | серпня 30, 1986         |
| 159                                                              | 5827 Летунов            | листопада 15, 1990      |
| 160                                                              | 5857 Неглінка           | 3 жовтня 1975           |
| 161                                                              | 5858 Боровицька         | 28 вересня 1978         |
| 162                                                              | 5940 Феліксоболєв       | 8 жовтня 1981           |
| 163                                                              | 5955 Хромченко          | 2 вересня 1987          |
| 164                                                              | 6110 Казак              | 4 липня 1978            |
| 165                                                              | 6113 Цап                | 16 вересня 1982         |
| 166                                                              | 6121 Плачинда           | 2 вересня 1987          |
| 167                                                              | 6161 Войно-Ясенецький   | 14 жовтня 1971          |
| 168                                                              | 6166 Унівсіма           | 27 вересня 1978         |
| 169                                                              | 6180 Бистрицька         | 8 серпня 1986           |
| 170                                                              | 6232 Зубицькія[1]       | 19 вересня 1985         |
| 171                                                              | 6355 Універмосков       | 15 жовтня 1969          |
| 172                                                              | 6374 Беслан             | 8 серпня 1986           |
| 173                                                              | 6432 Темірканов         | 3 жовтня 1975           |
| 174                                                              | 6511 Фунманов           | 27 серпня 1987          |
| 175                                                              | 6538 Муравйов           | 25 вересня 1981         |
| 176                                                              | 6547 Василькаразін      | 2 вересня 1987          |
| 177                                                              | 6573 Магницький         | 19 вересня 1974         |
| 178                                                              | 6589 Янкович[1]         | 19 вересня 1985         |
| 179                                                              | 6591 Сабінін            | 7 вересня 1986          |
| 180                                                              | 6619 Коля               | 27 вересня 1973         |
| 181                                                              | 6679 Гуржій             | 16 жовтня 1969          |
| 182                                                              | 6755 Солов'яненко       | 16 грудня 1976          |
| 183                                                              | 6764 Кіріллавров        | 7 жовтня 1981           |
| 184                                                              | 6783 Гуляєв             | 24 вересня 1990         |
| 185                                                              | 6784 Богатиков          | 28 жовтня 1990          |
| 186                                                              | 6890 Савіних            | 3 вересня 1975          |
| 187                                                              | 6942 Юрійгуляєв         | 16 грудня 1976          |
| 188                                                              | 7370 Красноголовець     | 27 вересня 1978         |
| 189                                                              | 7457 Веселов            | 16 вересня 1982         |
| 190                                                              | 7468 Анфімов            | 17 жовтня 1990          |
| 191                                                              | 7469 Крикалев           | 15 листопада 1990       |
| 192                                                              | 7726 Олегбиков          | 27 серпня 1974          |
| 193                                                              | 7730 Сергерасімов       | 4 липня 1978            |
| 194                                                              | 7869 Прадун             | 2 вересня 1987          |
| 195                                                              | 7924 Симбірськ[1]       | 6 серпня 1986           |
| 196                                                              | 7978 Нікнестеров        | 27 вересня 1978         |
| 197                                                              | 8132 Вітгінзбург        | 18 грудня 1976          |
| 198                                                              | 8244 Миколайчук         | 3 жовтня 1975           |
| 199                                                              | 8444 Popovich           | 8 жовтня 1969           |
| 200                                                              | 8608 Челомей            | 16 грудня 1976          |
| 201                                                              | 8839 Новичкова          | 24 жовтня 1989          |
| 202                                                              | 8985 Тула[1]            | 9 серпня 1978           |
| 203                                                              | 9146 Туліков            | 16 грудня 1976          |
| 204                                                              | 9150 Заволокін          | 27 вересня 1978         |
| 205                                                              | 9154 Кольцово           | 16 вересня 1982         |
| 206                                                              | 9167 Харків             | 18 вересня 1987         |
| 207                                                              | 9168 Саров              | 18 вересня 1987         |
| 208                                                              | 9176 Стручкова          | 15 листопада 1990       |
| 209                                                              | 9516 Інасан             | 16 грудня 1976          |
| 210                                                              | 9549 Акплатонов[1]      | 19 вересня 1985         |
| 211                                                              | 9565 Тихонов            | 18 вересня 1987         |
| 212                                                              | 9566 Рихлова            | 18 вересня 1987         |
| 213                                                              | 9609 Пономарьовалія     | 26 серпня 1992          |
| 214                                                              | 9718 Гербєфремов        | 16 грудня 1976          |
| 215                                                              | 9733 Валтіхонов[1]      | 19 вересня 1985         |
| 216                                                              | 9933 Алексєєв[1]        | 19 вересня 1985         |
| 217                                                              | 10001 Палермо           | 8 жовтня 1969           |
| 218                                                              | 10002 Баґдасаріян       | 8 жовтня 1969           |
| 219                                                              | 10007 Малийтеатр        | 16 грудня 1976          |
| 220                                                              | 10010 Рудруна[1]        | 9 серпня 1978           |
| 221                                                              | 10015 Валенлебедєв      | 27 вересня 1978         |
| 222                                                              | 10023 Владіфедоров      | 17 листопада 1979       |
| 223                                                              | 10054 Соломін           | 17 вересня 1987         |
| 224                                                              | 10262 Самойлов          | 3 жовтня 1975           |
| 225                                                              | 10286 Шноллія           | 16 вересня 1982         |
| 226                                                              | 10459 Владічайка        | 27 вересня 1978         |
| 227                                                              | 10992 Вірюславія        | 19 вересня 1974         |
| 228                                                              | 11016 Борисов           | 16 вересня 1982         |
| 229                                                              | 11027 Астаф'єв          | 7 вересня 1986          |
| 230                                                              | 11480 Великий Устюг     | 7 вересня 1986          |
| 231                                                              | 11782 Ніколайіванов     | 8 жовтня 1969           |
| 232                                                              | 11824 Алпаїдзе          | 16 вересня 1982         |
| 233                                                              | 12190 Саркісов          | 27 вересня 1978         |
| 234                                                              | 12219 Григор'єв         | 19 вересня 1982         |
| 235                                                              | 12664 Сонісеня          | 27 вересня 1978         |
| 236                                                              | 13477 Уткін             | 5 листопада 1975        |
| 237                                                              | 13479 Вет               | 8 жовтня 1977           |
| 238                                                              | 13480 Потапов[1]        | 9 серпня 1978           |
| 239                                                              | 13904 Унівінниця        | 3 жовтня 1975           |
| 240                                                              | 13922 Кременія[1]       | 19 вересня 1985         |
| 241                                                              | (14339) 1983 GU         | 10 квітня 1983          |
| 242                                                              | 14789 ГАІШ              | 8 жовтня 1969           |
| 243                                                              | 14834 Ісаєв             | 17 вересня 1987         |
| 244                                                              | (15199) 1974 SE         | 19 вересня 1974         |
| 245                                                              | (15212) 1979 WY3        | 17 листопада 1979       |
| 246                                                              | (15669) 1974 ST1        | 19 вересня 1974         |
| 247                                                              | 15675 Голосіїв          | 27 вересня 1978         |
| 248                                                              | (15676) 1978 TQ5        | 8 жовтня 1978           |
| 249                                                              | (15702) 1987 RN3        | 2 вересня 1987          |
| 250                                                              | (16395) 1981 US4        | 23 жовтня 1981          |
| 251                                                              | 16407 Ойунський[1]      | 19 вересня 1985         |
| 252                                                              | (16515) 1990 VN4        | 15 листопада 1990       |
| 253                                                              | (16516) 1990 VR4        | 15 листопада 1990       |
| 254                                                              | 17358 Лозино-Лозинський | 27 вересня 1978         |
| 255                                                              | (18285) 1972 GJ         | 14 квітня 1972          |
| 256                                                              | 18287 Вєркін            | 3 жовтня 1975           |
| 257                                                              | 18293 Пілюгін           | 27 вересня 1978         |
| 258                                                              | (18294) 1978 SF5        | 27 вересня 1978         |
| 259                                                              | 19919 Погорєлов         | 8 жовтня 1977           |
| 260                                                              | (19962) 1986 RV5        | 7 вересня 1986          |
| 261                                                              | 23402 Турчина           | 8 жовтня 1969           |
| 262                                                              | (24604) 1973 SP4        | 27 вересня 1973         |
| 263                                                              | 24648 Євпаторія[1]      | 19 вересня 1985         |
| 264                                                              | 24649 Балаклава[1]      | 19 вересня 1985         |
| 265                                                              | (29081) 1978 SC5        | 27 вересня 1978         |
| 266                                                              | (32735) 1978 SX4        | 27 вересня 1978         |
| 267                                                              | (43783) 1989 UX7        | 24 жовтня 1989          |
| 1. 1 спільно із Миколою Черних 2. 2 спільно із Тамарою Смірновою |                         |                         |

## Біографія
Народилася в місті Шуя в Івановській області РРФСР. 1959 року закінчила фізико-математичний факультет Іркутського державного педагогічного інституту. У 1959—1963 роках проводила астрометричні спостереження зір в лабораторії часу й частоти Всесоюзного науково-дослідного інституту фізико-технічних та радіотехнічних вимірювань в Іркутську.
Від 1964 по 1998 рік була науковою співробітницею ленінградського Інституту теоретичної астрономії, працюючи на спостережній базі Інституту теоретичної астрономії при Кримській астрофізичній обсерваторії в селищі Научний у Криму, а від 1998 року працювала старшим науковим співробітником Кримської астрофізичної обсерваторії. Керувала роботою групи співробітників Інституту теоретичної астрономії в Кримській астрофізичній обсерваторії. Була одним з організаторів кримської програми спостережень астероїдів. Протягом трьох десятиліть регулярно спостерігала положення астероїдів і комет на подвійному 40-сантиметровому астрографі Кримської астрофізичної обсерваторії.

## Наукові відкриття
Людмила Черних відкрила 267 малих планет — 250 самостійно, 16 спільно зі своїм чоловіком Миколою Чернихом та 1 спільно з Тамарою Смирновою. За кількістю відкритих астероїдів вона знаходиться на 72-му місці у світі серед усіх науковців і спостережних програм (станом на 2025 рік) і на другому місці у світі серед жінок. Крім того, вона виміряла багато тисяч точних положень астероїдів.
Багато відкритих астероїдів Людмила Черних назвала на честь російських та українських діячів науки й культури, своїх колег-астрономів, топонімів Радянського Союзу, наприклад:
- 1772 Гагарін — названий на честь Юрія Гагаріна[5]
- 1855 Корольов — на честь Сергія Корольова[6]
- 1976 Каверін — на честь Олексія Каверіна[7]
- 2894 Каховка — на честь Каховки[8]
- 2948 Амосов — на честь Миколи Амосова[9]
- 3963 Параджанов — на честь Сергія Параджанова[10]
- 5483 Черкашин — на честь Андрія Черкашина[11]
- 10262 Самойлов — на честь Євгена Самойлова[12]
- 14834 Ісаєв — на честь Олексія Ісаєва[13]

## Відзнаки
- Тричі нагороджена медаллю Астрономічної Ради АН СРСР «За виявлення нових астрономічних об'єктів» (1975, 1979, 1982)[3]
- Почесний знак Болгарської академії наук (1984)[3]
- Міжнародна премія «Слов'яни» Української академії екологічних наук (1998)[3]
- Премія НАН України імені Є. П. Федорова (2004)[3]
- Почесна громадянка міста Шуя[3]
- На честь подружньої пари Черних був названий астероїд 2325 Черних[14]